# Rete tranviaria di Nizza
La rete tranviaria di Nizza, gestita dalla Société nouvelle des transports de l'agglomération niçoise (ST2N), è un sistema di trasporto pubblico della città francese di Nizza ed è composta da tre linee per complessivi 27,5 km. La prima linea della rete è stata inaugurata il 24 novembre 2007.

## Storia

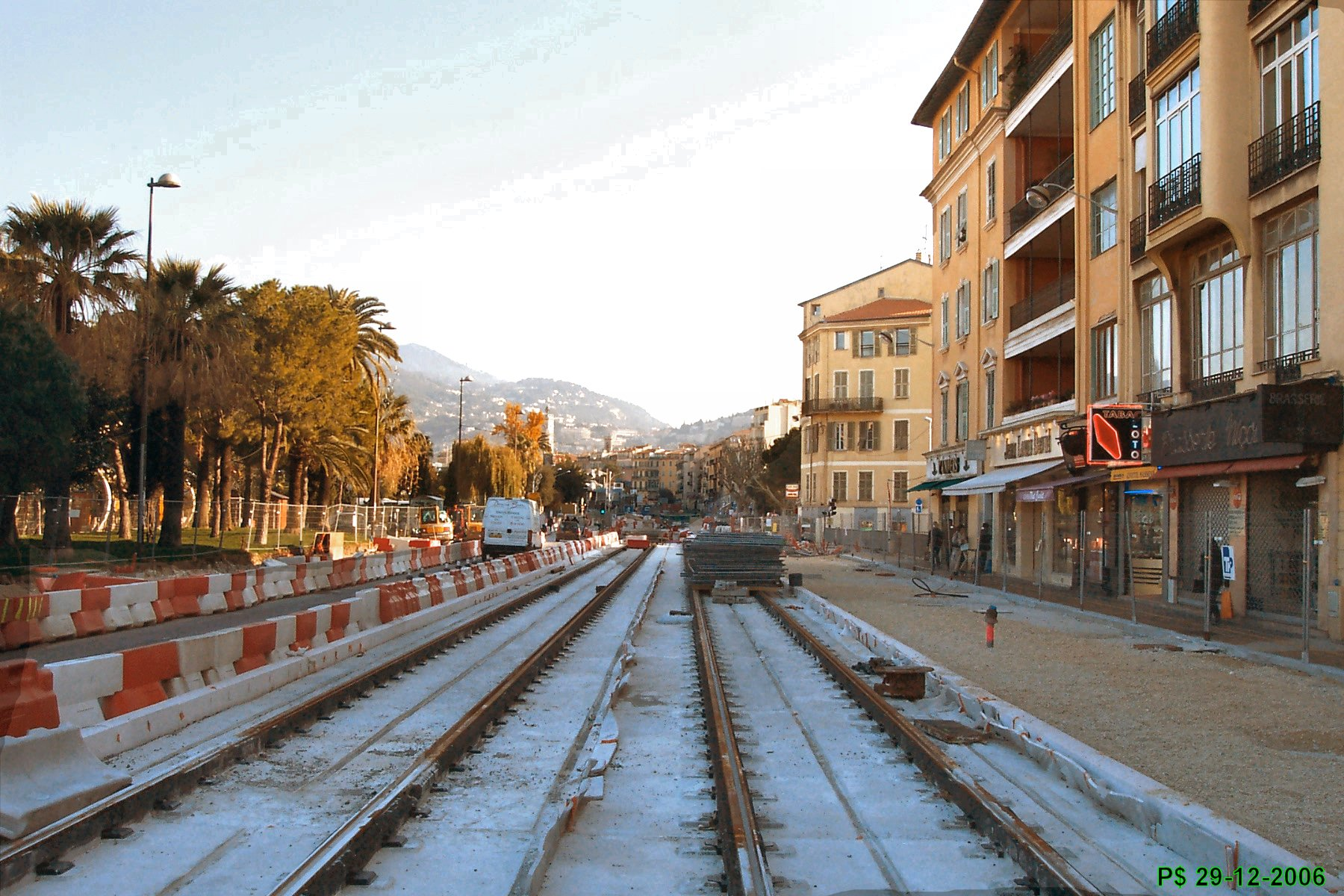
I lavori per la costruzione della tranvia in Boulevard Jean Jaurès

Dopo la soppressione della precedente rete tranviaria, avvenuta nel 1953, come in molte città europee anche Nizza si trovò a dover affrontare numerosi problemi di traffico, accentuati dal fatto che la maggior parte delle attività economiche sono concentrate nel centro. Per ovviare a tali problemi, nel 1987 vennero condotti studi sulla realizzazione di corsie riservate e nel 1997 gli autobus cominciarono a circolare nelle corsie preferenziali; nello stesso anno si incominciò anche a discutere sulla costruzione di una linea tranviaria, molto più affidabile degli autobus in quanto non soggetta al traffico veicolare e allo stesso tempo meno costosa di una metropolitana.
Nel 2003 iniziarono i lavori per la costruzione della linea tranviaria, terminati poi nel 2007; dopo alcune settimane di prove, il tram venne inaugurato il 24 novembre 2007 ed entrò in servizio due giorni dopo, il 26 novembre. Il tram, fin dalla sua entrata in servizio, ha riscosso un grande successo, arrivando ad avere una media passeggeri di 70.000 persone al giorno; il tempo di percorrenza totale della linea è di 34 minuti e il cadenzamento è di 5 minuti nelle ora di punta e di 8 nelle altre.

## Rete

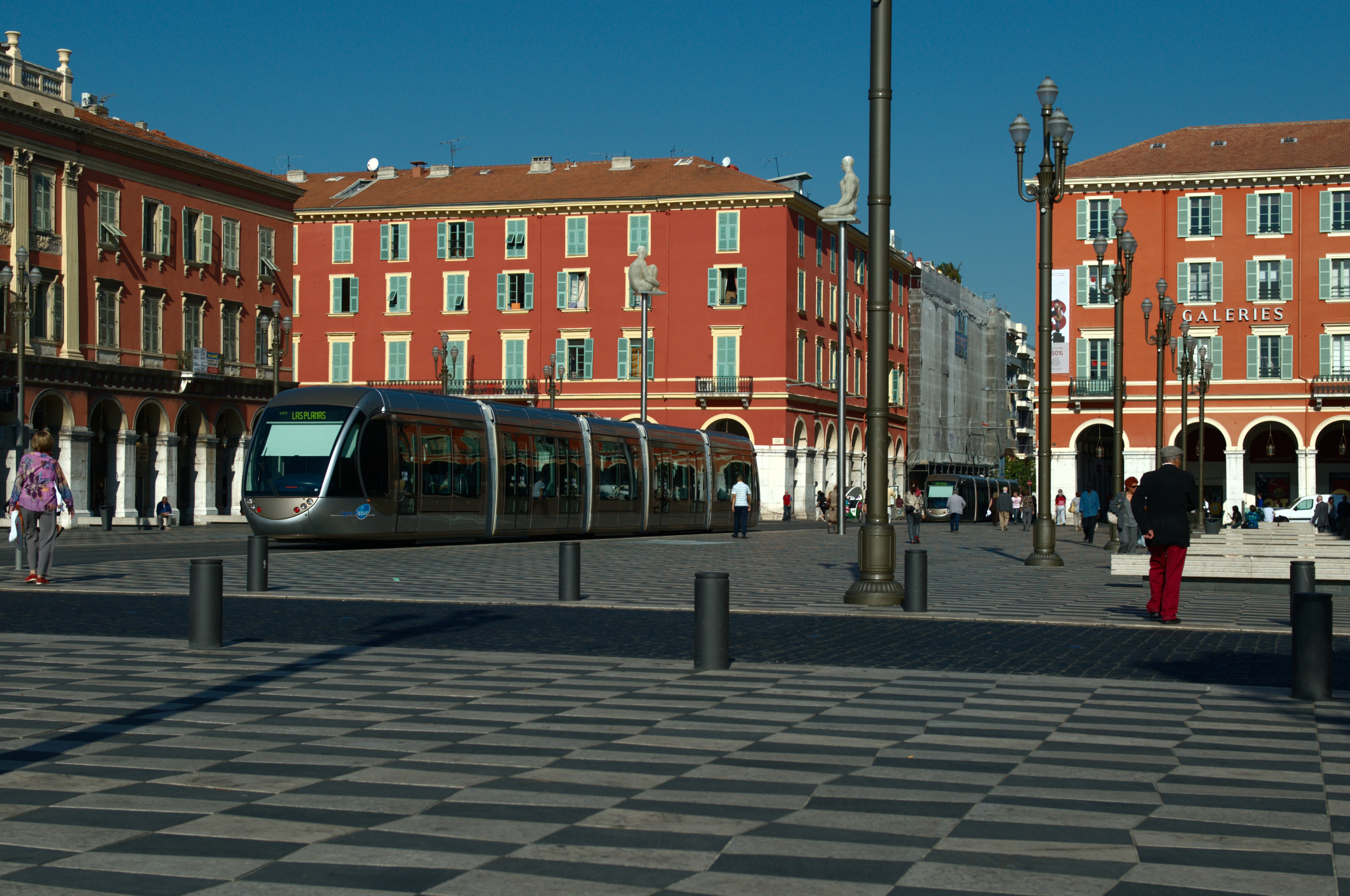
Il tram in piazza Massena

La rete tranviaria di Nizza è composta da tre linee in esercizio, numerate da 1 a 3.
| Linea   | Apertura    | Lunghezza | Stazioni |
| ------- | ----------- | --------- | -------- |
| T1      | 2007        | 9,15 km   | 22       |
| T2      | 2018(+2019) | 11,3 km   | 20       |
| T3      | 2019        | 7,0 km    | 11       |
| TOTALE: | TOTALE:     | 27,5 km   | 53       |

### Linea 1
La linea 1 è stata aperta il 24 novembre 2007 ed ha una lunghezza di 8,7 chilometri; è provvista di 21 fermate, tutte dotate di accesso per portatori di handicap. La linea si estende dalla zona nord di Nizza, nei pressi dello Stade du Ray, fino ad arrivare alla zona est a Pont Michel, nel quartiere Saint Roch, attraversando il centro storico e toccando diverse delle principali arterie cittadine, come l'avenue Jean Médecin, la place Masséna, che è la principale piazza della città, e la place Garibaldi. La linea attraversa inoltre il campus universitario di Saint-Jean-d'Angely e la stazione principale della città. Le fermate sono: Las Planas, Comte de Falicon, Le Ray, Gorbella, Valrose Université, Borriglione, Libération, Gare Thiers, Jean Médecin, Masséna, Opéra - Vieille Ville, Cathédrale - Vieille Ville, Garibaldi, Acropolis, Palais des Expositions, Vauban, Saint Jean d'Angely - Université, Saint-Roch, Virgile Barel, Saint-Charles, Pont-Michel.
La trazione è elettrica e l'energia necessaria per il funzionamento dei tram è fornita tramite una linea di contatto aerea: nel tratto che va da Masséna a Garibaldi, ossia la zona del centro storico, il tram procede a batterie, per evitare che i cavi elettrici rovinino l'estetica della zona. Quasi tutte le fermate offrono un interscambio con autobus, mentre alla fermata Gare Thiers è possibile usufruire della rete ferroviaria nazionale; in quattro fermate sono stati creati dei parcheggi, per un totale di 765 posti-auto.
Lungo la linea sono state realizzate numerose opere d'arte, come statue, da artisti come Jaume Plensa e Michel Redolfi; inoltre Benjamin Vautier, Mado la Niçoise, Michael Lonsdale hanno prestato la loro voce per la realizzazione degli annunci sonori sui tram, annunci che hanno anche la caratteristica di variare a seconda dell'ora, del giorno e della stagione. Numerosi artisti hanno poi contribuito a completare l'arredo urbano a seguito della realizzazione della tranvia, tra cui Gunda Förster, Yann Kersalé, Ange Leccia, Stéphane Magnin, Maurizio Nannucci, Emmanuel Saulnier e Pierre Di Sciullo.

### Linea 2
I cantieri della linea 2, che avrà un andamento est-ovest, sono stati aperti il 6 novembre 2014 presso l'incrocio fra boulevard Grosso e la rue de France, ove è in corso di realizzazione il pozzo che consentirà di scavare la galleria grazie alla quale la linea sottopasserà in sotterraneo l'area centrale della città.

### Linea 3
La linea 3 della tramvia di Nizza, denominata T3, parzialmente messa in servizio nel 2019, collega da un lato il Terminal 2 dell'aeroporto e, dall'altro invece, il quartiere Saint-Isidore del comune di Nizza. Un'ulteriore estensione a nord di Lingostière dovrebbe avvenire entro il 2030.

## Materiale rotabile

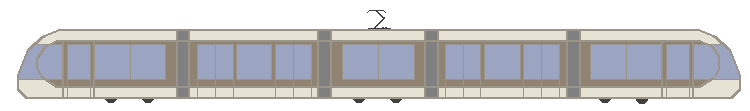
Il tram di Nizza

Sulla tranvia di Nizza circolano 20 tram Citadis, prodotti dall'Alstom: ogni vettura ha una lunghezza base di 33 metri, anche se possono essere aggiunte altre unità fino ad una lunghezza massima di 44 metri. Ogni tram può trasportare circa 200 persone ed ha una velocità media di 18 km/h, mentre la velocità massima è di 80 km/h; una particolarità dei tram di Nizza è che sono dotati di ampi finestrini.
Il presidente della Communauté urbaine Nice Côte d'Azur (CANCA), Jacques Peyrat, ha deciso di battezzare ognuna delle 20 vetture con il nome del comuni che hanno partecipato al finanziamento del progetto, in segno di ringraziamento. I paesi sono: Nizza, Cagnes-sur-Mer, Saint-Laurent-du-Var, Vence, La Trinité, Villefranche-sur-Mer, La Gaude, Cap-d'Ail, Tourrette-Levens, Saint-André-de-la-Roche, Levens, Beaulieu-sur-Mer, Èze, Colomars, Saint-Martin-du-Var, Aspremont & Saint-Jean-Cap-Ferrat, Saint-Jeannet & Falicon, Castagniers, Saint-Blaise & La Roquette-sur-Var e Coaraze & Duranus.

## Progetti futuri

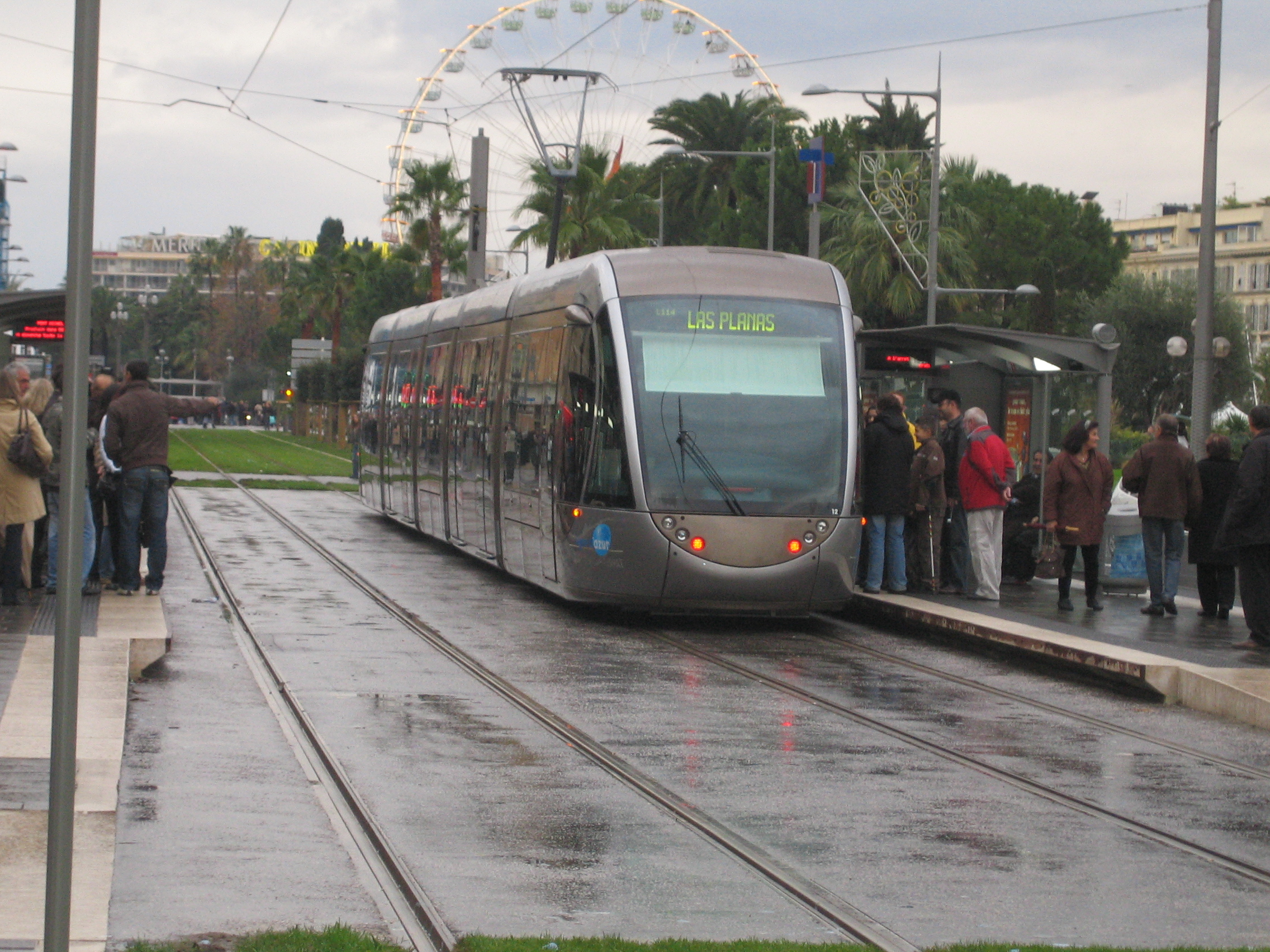
Tram diretto a Las Planas

Sono diversi i progetti di estensione per la rete tranviaria di Nizza: il prolungamento della linea T1 dal capolinea di Pont-Michel alla vicina città di La Trinité, la creazione di una seconda linea che parte dal porto fino ad arrivare a Cagnes-sur-Mer e la creazione di una terza linea che servirebbe la zona ovest di Nizza, dal fiume Var al quartiere Saint-Augustin.
Il 15 gennaio e il 27 febbraio 2007 si sono svolte le consultazioni pubbliche per presentare i progetti delle nuove tranvie alla popolazione e permetterle di esprimere il proprio parere sui possibili percorsi: secondo questo progetto le nuove linee dovrebbero essere state inaugurate tra il 2013 e il 2020 e al termine dei lavori la tranvia avrebbe avuto una lunghezza di 35 km su un totale di quattro città.
Nel giugno del 2008 il sindaco di Nizza, Christian Estrosi, ha annunciato che la linea 2 verrà costruita attraversando il Lungomare degli Inglesi, con un risparmio sia nel tempo di realizzazione sia economico e l'utilizzo di tram alimentati tramite una terza rotaia evitando la linea aerea. Questo progetto è stato poi definitivamente abbandonato e il 9 ottobre 2009 il sindaco ha annunciato che la linea 2 transiterà per il centro e avrà una lunghezza di 8,6 km di cui 3,6 km in tunnel: il costo dell'opera è stimato intorno ai 450 milioni di euro e l'apertura è prevista per il 2016.
Nel 2022 si progettano i cantieri di altre 2 linee: La linea 4 Nizza - Saint-Laurent-du-Var - Cagnes-sur-Mer  e la linea 5 da Nizza a Drap.